# Joseph Abaco
Pour les articles homonymes, voir Abaco.
Joseph Marie Clément Dall'Abaco (né le 27 mars 1710 à Bruxelles et mort le 31 août 1805) est un violoncelliste et compositeur belge d'origine italienne, qui, du fait du ius soli (ou jus soli : « droit du sol », en latin), avait la nationalité des anciens Pays-Bas.

## Biographie
Joseph Abaco, de son nom complet Joseph (Giuseppe) Marie Clément Ferdinand Dall'Abaco, suit l'enseignement musical de son père, Evaristo Felice Dall'Abaco. À l'âge de dix-neuf ans, il entre au service du prince-électeur de Bonn et joue à l'orchestre de chambre de la cour. Il en devient directeur musical en 1738 puis voyage en Angleterre en 1740. En 1753, il déménage à Vérone en Italie où il devient membre du Teatro filarmonico. En 1766, il reçoit le titre de baron conféré par le prince Maximilien III Joseph de Bavière.

## Œuvre
Abaco a écrit près de 40 sonates pour violoncelle de style baroque regroupées dans le recueil Capricci. Elinor Frey en a réalisé l'édition moderne d'après les manuscrits de Londres (Add. Mss. 31.528), publiés chez Walhall à Magdeburg (2020–) et a enregistré plusieurs disques pour le label Passacaille.

## Discographie
- Padre e figlio – Bruno Cocset, violoncelle et les Basses réunies (Agogique 2013)
- 11 Capricci – Kristin von der Goltz, violoncelle seul (Raumklang 2006)
- 11 Capricci – Charlie Rasmussen, violoncelle seul (26-27 juillet/11 août 2017, Centaur) (OCLC 1061150091)
- Sonates pour violoncelle [ABV 18, 19, 30, 32, 35], Elinor Frey, violoncelle (2-4 mars 2019, Passacaille PAS1069) (OCLC 1335594927)
- Sonates pour violoncelle [ABV 37, 48, 28, 49, 47, 45], Elinor Frey, violoncelle (2022, Passacaille PAS1122)
- Sonates pour violoncelle [ABV 39, 54, 20, 55, 21], Elinor Frey, violoncelle & Accademia de' Dissonanti (2024, Passacaille PAS1141)